# Baiyankamys habbema
Baiyankamys habbema är en däggdjursart som beskrevs av Tate och Archbold 1941. Baiyankamys habbema ingår i släktet Baiyankamys och familjen råttdjur. Inga underarter finns listade i Catalogue of Life.
Denna gnagare förekommer i två mindre bergstrakter på västra Nya Guinea. Arten lever i regioner som ligger 2800 till 3600 meter över havet. Baiyankamys habbema vistas i fuktiga områden.